# Line Monty
Line Monty (née Éliane Messaouda Serfati) à Alger en 1926 et morte à Paris en août 2003) est une chanteuse juive d'Algérie. On lui doit des standards comme Ana louliya, Ektebli chouiya, Ana ene hobbek, Berkana menkoum, Khadahtini (Tu m'as trahi), Alger, Alger, Laissez moi vivre, Ma guitare, mon pays, Ya oummi. Le répertoire de Line Monty comprend des styles variés comme le chaâbi, des rumba francarabes très populaires. L'Orientale est une chanson rendue célèbre par Line Monty.

## Biographie
Line est la fille de Fredj Sarfaty et Nedjma Djian, une famille de mélomanes algérois, qui appréciait autant le registre traditionnel algérien que la  mélodie occidentale, Line Monty est donc tout aussi attirée par la chanson réaliste française (Damia, Marjane, Édith Piaf) que par les mélodies orientales d'Oum Kalsoum ou Mohammed Abdel Wahab.
Après des cours de chant et de diction, elle se lance, et récolte rapidement une moisson de succès. Avec sa diction impeccable et sa voix chaude (pimentée de mélismes qui révèlent aux amateurs une ascendance méditerranéenne), elle renouvelle le genre réaliste dans la lignée de chanteuses comme Damia ou Marjane.
Elle obtient le prix Édith-Piaf, puis le premier prix de l'Olympia, accumule les tubes dans les music-hall et dans les cabarets des quartiers chics. Elle défend ainsi les couleurs de la chanson française dans le monde entier, Canada, États-Unis (à New York, elle tiendra un club en vogue pendant une dizaine d'années), Amérique Latine, Allemagne, Hollande et Moyen-Orient.
En Égypte, son ami Farid El Atrache lui fait répéter une de ses compositions et les Égyptiens, ignorant qu'elle possède aussi cette culture écoutent « la Française qui chante si bien l'arabe ». Oum Kalsoum et Mohammed Abdel Wahab se déplacent.
Sa carrière bascule lorsqu'un ami lui propose L'Orientale (composée par Youssef Hagège), un morceau « francarabe » et, séduite par ses nuances, elle l'enregistre et en fait un titre populaire, souvent repris par d'autres artistes. Ses admirateurs lui réclament de plus en plus de chansons traditionnelles algériennes et elle met un point d'honneur à aligner d'autres couplets à succès : Ektebli Chouïa (Écris-moi de temps en temps), Ana Louliya (Je suis la femme simple).
Line Monty va réduire son répertoire français et alterner les chansons du patrimoine algérien avec de nouvelles compositions écrites sur mesure pour elle. 
Line Monty a joué son propre rôle dans le Grand Pardon 2, d'Alexandre Arcady.
Après le décès de Line Monty en 2003, et de Lili Boniche en 2008, un documentaire historique sur les trésors de la musique arabo-andalouse et de la musique judéo-arabe intitulé Le Port des amours, fut réalisé par Jacqueline Gozland.
Line Monty fut une véritable diva : « elle était toujours en état de grâce, sa voix féline emportait nos cœurs, élevait nos âmes et sa beauté nous laissait sans voix »[réf. nécessaire] a dit d'elle Youssef Hagège qui avec la complicité[pas clair] de Maurice El Medioni, fut l'un de ses auteurs favoris. 
Line Monty et Reinette l'Oranaise sont enterrées au cimetière parisien de Pantin.